# Max Krell (Autor)

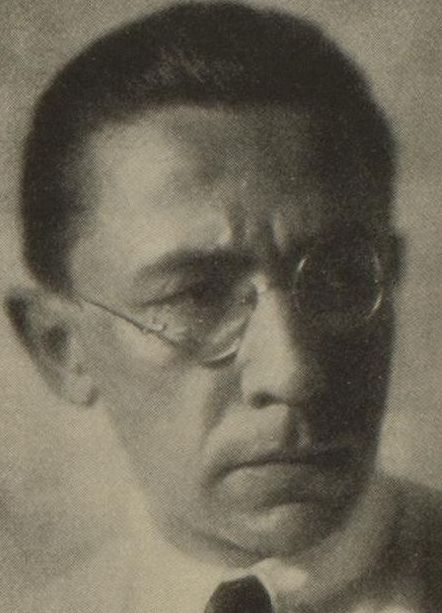
Max Krell

Max Krell, Pseudonym: Georg Even (* 24. September 1887 auf Hubertusburg in Wermsdorf; † 11. Juni 1962 in Florenz) war ein deutscher Autor und Lektor.

## Leben
Krell studierte Germanistik und Philosophie in Leipzig, München und Berlin. Er arbeitete ein Jahr als Dramaturg am Hoftheater in Weimar und unternahm ausgedehnte Reisen, die ihn bis nach Nordafrika führten. Nach dem Ersten Weltkrieg war er als Redakteur, Theaterkritiker und Schriftsteller in München und Berlin tätig und wurde in den 1920er Jahren Lektor im Ullstein Verlag. Als Lektor der Romanabteilung betreute Krell Autoren wie Bertolt Brecht, Ernst Toller und Lion Feuchtwanger. Seinen größten Erfolg erzielte er 1929 mit der Veröffentlichung von Erich Maria Remarques Roman Im Westen nichts Neues.
1931 heiratete er die 18-jährige Schriftstellerin Johanna Sibelius (eigentlich: Sibylle Freybe), ließ sich aber wenig später wieder scheiden. 1936 emigrierte er über die Schweiz nach Italien und lebte als freier Schriftsteller und Übersetzer in Florenz. Seine Erinnerungen erschienen 1961 unter dem Titel Das alles gab es einmal.

## Werke
- Der weiße Bruder: Lieder und Balladen. Verlag für Literatur, Kunst und Musik, Leipzig 1909.
- Wilhelm von Polenz. Verlag für Literatur, Kunst und Musik, Leipzig 1910 (Beiträge zur Literaturgeschichte; 61).
- Jean Pauls politisches Vermächtnis. Xenien-Verlag, Leipzig 1913 (Xenien-Bücher; 40).
- Hrsg.: Der deutsche Soldat: vom Germanen bis zum Feldgrauen im Spiegel der Zeitgenossen (98 v.Chr.–1914). Erich Reiß, Berlin 1915.
- Die Maringotte, eine Erzählung, Rowohlt, Berlin 1919.
- Der Spieler Cormick: Roman. Rowohlt, Berlin 1922.
- Judith in Saragossa. Gold in Peru. Habbel, Regensburg 1924.
- Orangen in Ronco. Rowohlt, Berlin 1930.
- Die Tanzmarie: Erzählung. Keppler, Baden-Baden 1949.
- Der Regenbogen. Keppler, Baden-Baden 1949.
- Schauspieler des lieben Gottes: 4 Begegnungen mit Italien. Novellen. Schleber, Kassel 1950.
- Die Dame im Strohhut. Keppler, Baden-Baden 1952.
- Das Haus der roten Krebse – Eine Familie in der Toskana. Scheffler, Frankfurt a. M. 1962.
- Das alles gab es einmal. Deutscher Bücherbund, Stuttgart 1963.